# Tredwell Scudder
Tredwell Scudder (* 30. Juli 1771 in West Hills, Provinz New York; † 31. Oktober 1834 in Islip, New York) war ein US-amerikanischer Politiker. Von 1817 bis 1819 vertrat er den Bundesstaat New York im US-Repräsentantenhaus.

## Werdegang
Tredwell Scudder besuchte öffentliche Schulen und ging dann landwirtschaftlichen Tätigkeiten nach. Er war 1795, 1796 sowie zwischen 1804 und 1815 als Town Supervisor von Islip tätig. Während dieser Zeit saß er 1802, 1810, 1811, 1814 und 1815 in der New York State Assembly. Politisch gehörte er der von Thomas Jefferson gegründeten Demokratisch-Republikanischen Partei an. Bei den Kongresswahlen des Jahres 1816 wurde Scudder im ersten Wahlbezirk von New York in das US-Repräsentantenhaus in Washington, D.C. gewählt, wo er am 4. März 1817 die Nachfolge von Henry Crocheron und George Townsend antrat, welche zuvor zusammen den ersten Wahlbezirk im US-Repräsentantenhaus vertraten. Da er im Jahr 1818 auf eine erneute Kandidatur verzichtete, schied er nach dem 3. März 1819 aus dem Kongress aus und ging wieder seinen landwirtschaftlichen Tätigkeiten nach. Scudder saß 1822 und 1828 wieder in der New York State Assembly und war zwischen 1824 und 1833 wieder als Town Supervisor von Islip tätig. Er starb am 31. Oktober 1834 in Islip.

## Familie
Seine Eltern waren Sarah Brush und Joel Scudder. Er heiratete 1791 Keziah Oakley, mit der er eine gemeinsame Tochter, Hannah Scudder (1798–1880), hatte.